# HiROS
HiROS (High Resolution Optical System deutsch: Hochauflösendes optisches System) war ein geplantes Satellitenprojekt zur Erderkundung. Es soll mit Licht im sichtbaren Bereich und im Bereich des nahen Infrarot eine Auflösung von 0,5 Metern erzielen. HiROS hat eine Masse von 820 kg. HiROS wurde vom Deutschen Zentrum für Luft- und Raumfahrt entwickelt und sollte sowohl der Umweltüberwachung und dem Katastrophenschutz dienen, als auch vom deutschen Bundesnachrichtendienst und der US-Regierung  genutzt werden.
Aus den Botschaftsdepeschen, welche auf Wikileaks veröffentlicht wurden, geht hervor, dass der Bundesnachrichtendienst Hauptkunde des Projektes war.
Ihm wurden 30 % der geplanten Kapazitäten zugeschrieben.
Nach Bekanntwerden der Depeschen wollte die Bundesregierung das Projekt nicht mehr mit einer dreistelligen Millionensumme unterstützen.  Das Projekt war zum Teil Gegenstand einer kleinen Anfrage von Politikern der Linken an die Bundesregierung.
Das DLR teilte im Juli 2014 mit, dass „alle nationalen Aktivitäten für das Konzept HiROS eingestellt worden sind.“